# فرودگاه ایالت باندون
فرودگاه ایالت باندون (به انگلیسی: Bandon State Airport) یک فرودگاه همگانی با کد یاتا 'BDY' است که یک باند فرود آسفالت دارد و طول باند آن ۱۰۹۸ متر است. این فرودگاه در شهر بندن، اورگن کشور ایالات متحده آمریکا قرار دارد و در ارتفاع ۳۷ متری از سطح دریا واقع شده‌است.